# Durchflusszahl
Die Durchflusszahl φ (auch Lieferzahl oder Volumenzahl) ist eine Kennzahl mit der Einheit Eins zur Beschreibung des Durchsatzes von Strömungsmaschinen. Sie kann aufgefasst werden als das Verhältnis des Volumenstroms {\displaystyle {\dot {V}}} am Austritt des Laufrades zu einem gedachten Volumenstrom, welcher gebildet wird aus der Kreisfläche {\displaystyle {\frac {\pi }{4}}\cdot D^{2}} des Außendurchmessers {\displaystyle D} des Laufrades und seiner Umfangsgeschwindigkeit {\displaystyle u}:
{\displaystyle \varphi ={\frac {4\cdot {\dot {V}}}{\pi \cdot D^{2}\cdot u}}}
Unter Verwendung der Laufraddrehzahl {\displaystyle n={\frac {u}{\pi \cdot D}}} kann formuliert werden:
{\displaystyle \Leftrightarrow \varphi ={\frac {4\cdot {\dot {V}}}{\pi ^{2}\cdot D^{3}\cdot n}}}

## Andere Definitionen

### Mittels Meridiangeschwindigkeit
Früher wurde die Durchflusszahl mittels der Meridiangeschwindigkeit {\displaystyle c_{m}} am Austritt des Laufrades definiert als:
{\displaystyle \varphi ^{\prime }={\frac {c_{m}}{u}}}
Dabei ist die Meridiangeschwindigkeit {\displaystyle c_{m}} diejenige Komponente der Strömungsgeschwindigkeit im nicht-mitrotierenden Bezugssystem, die orthogonal durch die Austrittsfläche {\displaystyle A_{2}} des Laufrades tritt: {\displaystyle c_{m}={\frac {\dot {V}}{A_{2}}}}. Daher kann man formulieren:
{\displaystyle \Leftrightarrow \varphi ^{\prime }={\frac {\dot {V}}{A_{2}\cdot u}}}
Für die mathematische Formulierung der Fläche {\displaystyle A_{2}}ergeben sich verschiedene Formeln für die unterschiedlichen Laufradgeometrien von Axial- und Radialmaschinen.

### Bezüglich Eintrittsdurchmesser
Da das Schluckvermögen einer Maschine von der Eintrittsfläche ins Schaufelgitter abhängt, kann es gegebenenfalls für bestimmte Betrachtungen zweckmäßig sein, die Durchflusszahl auf den Eintrittdurchmesser des Laufrades zu beziehen.

### Querstromgebläse
Da die Laufräder von Querstromventilatoren quer zu deren Rotationsachse durchströmt werden, ist der Bezug der Durchflusszahl auf die Kreisfläche des Außendurchmessers wenig sinnvoll, denn die Durchflussmenge ist durch Verbreiterung des Rades beinah beliebig vergrößerbar. Zweckmäßig ist für Querstromgebläse vielmehr die Bezugnahme auf die projizierte Fläche des Läufers.